# 888
| Calendário gregoriano                                                        | 888 DCCCLXXXVIII                                     |
| Ab urbe condita                                                              | 1641                                                 |
| Calendário arménio                                                           | 337 – 338                                            |
| Calendário bahá'í                                                            | -956 – -955                                          |
| Calendário budista                                                           | 1432                                                 |
| Calendário chinês                                                            | 3584 – 3585 Início a 18 de janeiro (aproximadamente) |
| Calendário copta                                                             | 604 – 605                                            |
| Calendário etíope                                                            | 880 – 881                                            |
| Calendários hindus - Vikram Samvat - Calendário nacional indiano - Cáli Iuga | 943 – 944 809 – 810 3988 – 3989                      |
| Calendário Holoceno                                                          | 10888                                                |
| Calendário islâmico                                                          | 274 – 275                                            |
| Calendário judaico                                                           | 4648 – 4649                                          |
| Calendário persa                                                             | 266 – 267                                            |
| Calendário rúnico                                                            | 1138                                                 |
| Calendário solar tailandês                                                   | 1431                                                 |

888 (DCCCLXXXVIII, na numeração romana) foi um ano bissexto do século IX do Calendário Juliano, da Era de Cristo, teve início a uma segunda-feira e terminou a uma terça-feira e as suas letras dominicais foram G e F (52 semanas).
No território que viria a ser o reino de Portugal estava em vigor a Era de César que já contava 926 anos.
| Ano completo                            |
| --------------------------------------- |
| Ano bissexto com início à segunda-feira |

## Eventos
- Após a cessão da Normandia, Carlos III é destituído e substituído por Eudes (1 de janeiro de 860 — 1 de fevereiro de 898), conde de Paris.
- Eudes, filho de Roberto "o Forte", é eleito rei em detrimento do carolíngio Carlos III. Eudes é coroado em Compiègne, o poder real, no entanto não se estende além da Gália setentrional. O rei abandona o uso das missi dominici e reduz consideravelmente o que resta do fisco real.
- Guerra Civil alastra em toda a Península Ibérica.
- Abdalá é nomeado Califa de Córdova (888-912).